# Керайн, Йозеф
Йозеф Керайн (нем. Joseph Kehrein; 20 октября 1808, Хайдесхайм — 25 марта 1876, Монтабаур) — немецкий педагог и филолог.
Окончил университет в Гиссене. С 1855 г. был директором католической учительской семинарии в Монтабауре. 
Кроме большого количества учебных пособий, особенно по истории литературы, Керейн напечатал: 
- «Die dramatische Poesie der Deutschen» (Лпц., 1840),
- «Geschichte der Katholischen Kanzelberedsamkeit der Deutschen» (Регенсбург, 1843),
- «Onomatisches Wörterbuch» (к нем. классикам; Висбаден, 1847—1853),
- «Grammatik der deutschen Sprache des XV—XVII Jahrh.» (Лпц., 1854—1856),
- «Volkssprache und Volkssitte im Herzogtume Nassau» (Вайльбург, 1860—1864),
- «Sammlung alt— und mitteldeutscher Wörter» (Нордхаузен, 1863).

После смерти Керайна в новой переработке вышли его «Handbuch der Erziehung und des Unterrichts» (Падерборн, 1878) и «Ueberblick der Geschichte der Erziehung» (там же, 1880).